# Elaphe dione
Elaphe dione là một loài rắn trong họ Rắn nước. Loài này được Pallas mô tả khoa học đầu tiên năm 1773.

## Hình ảnh

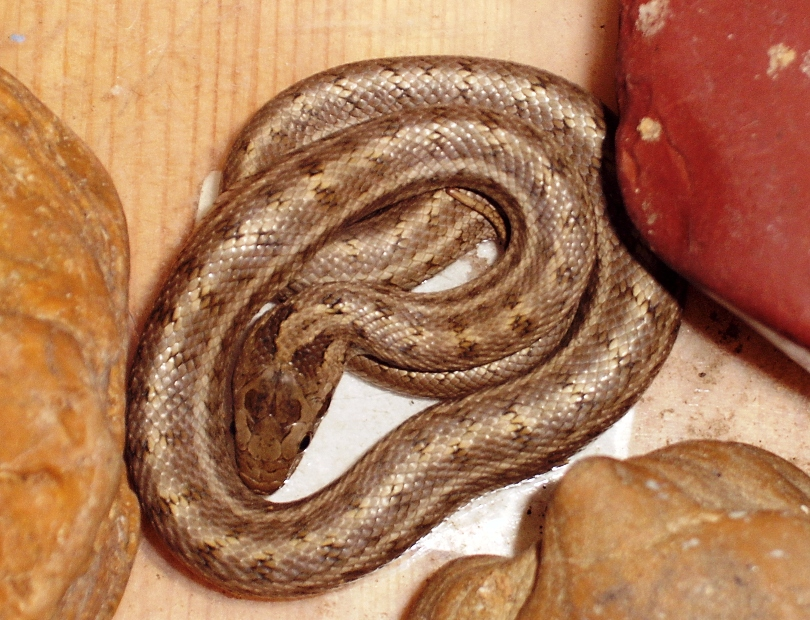
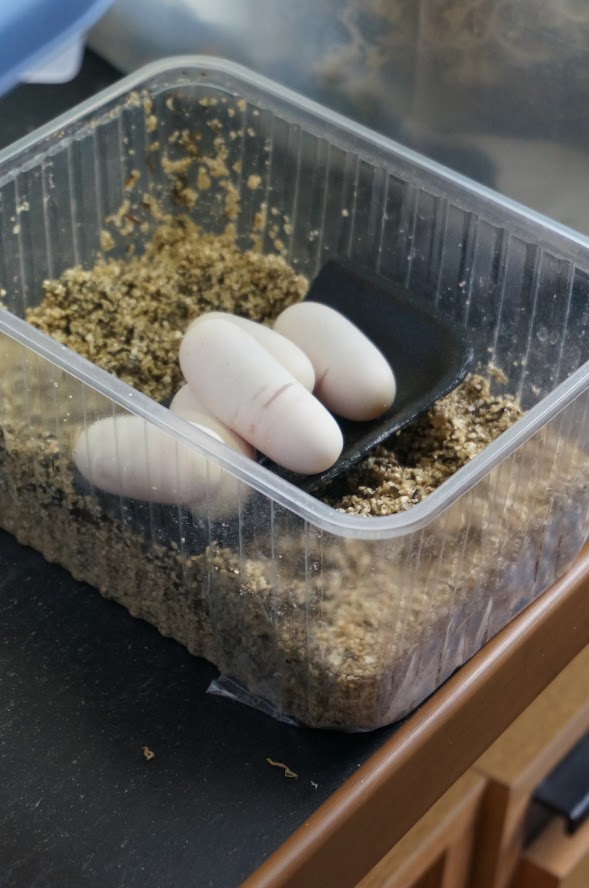
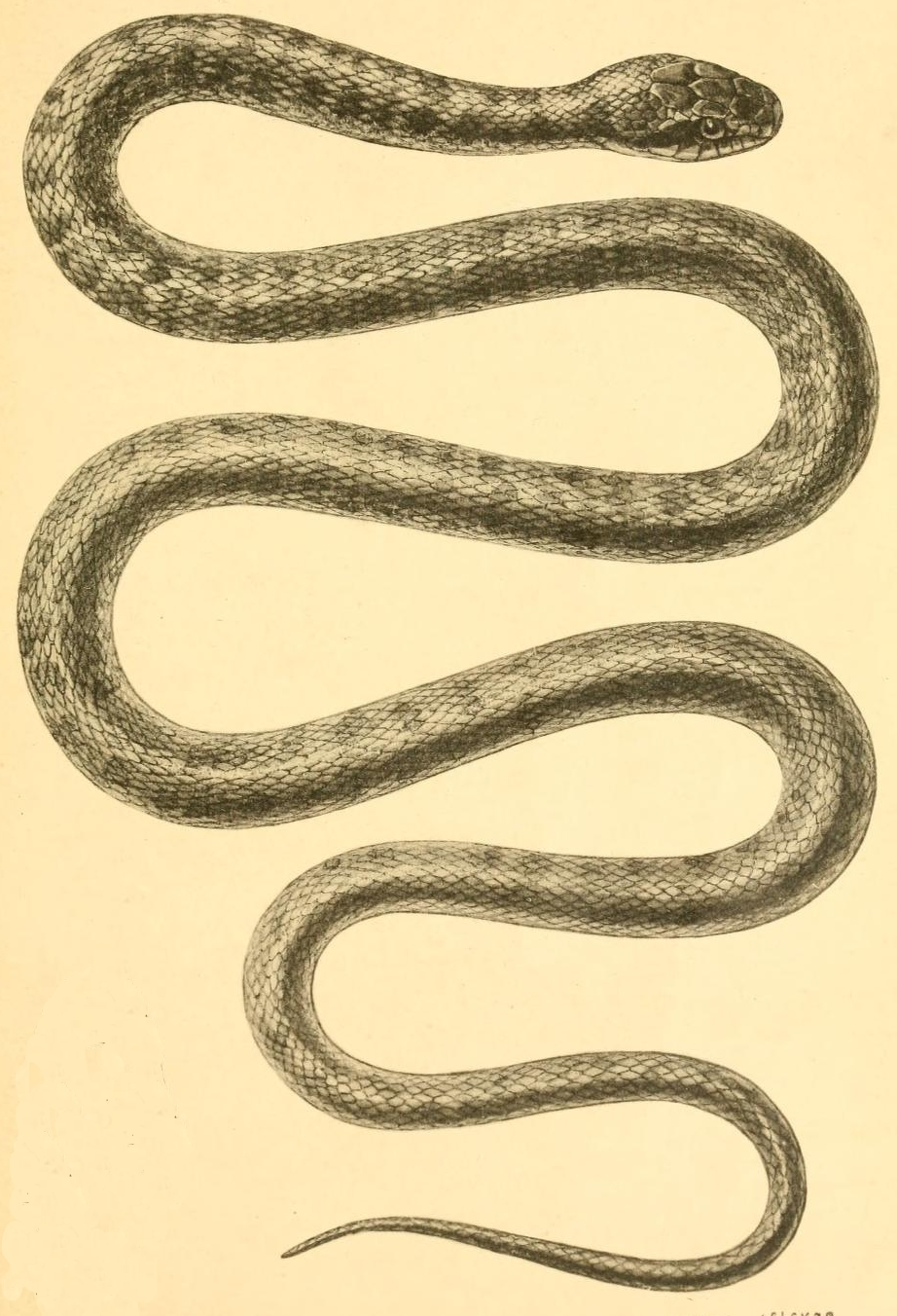
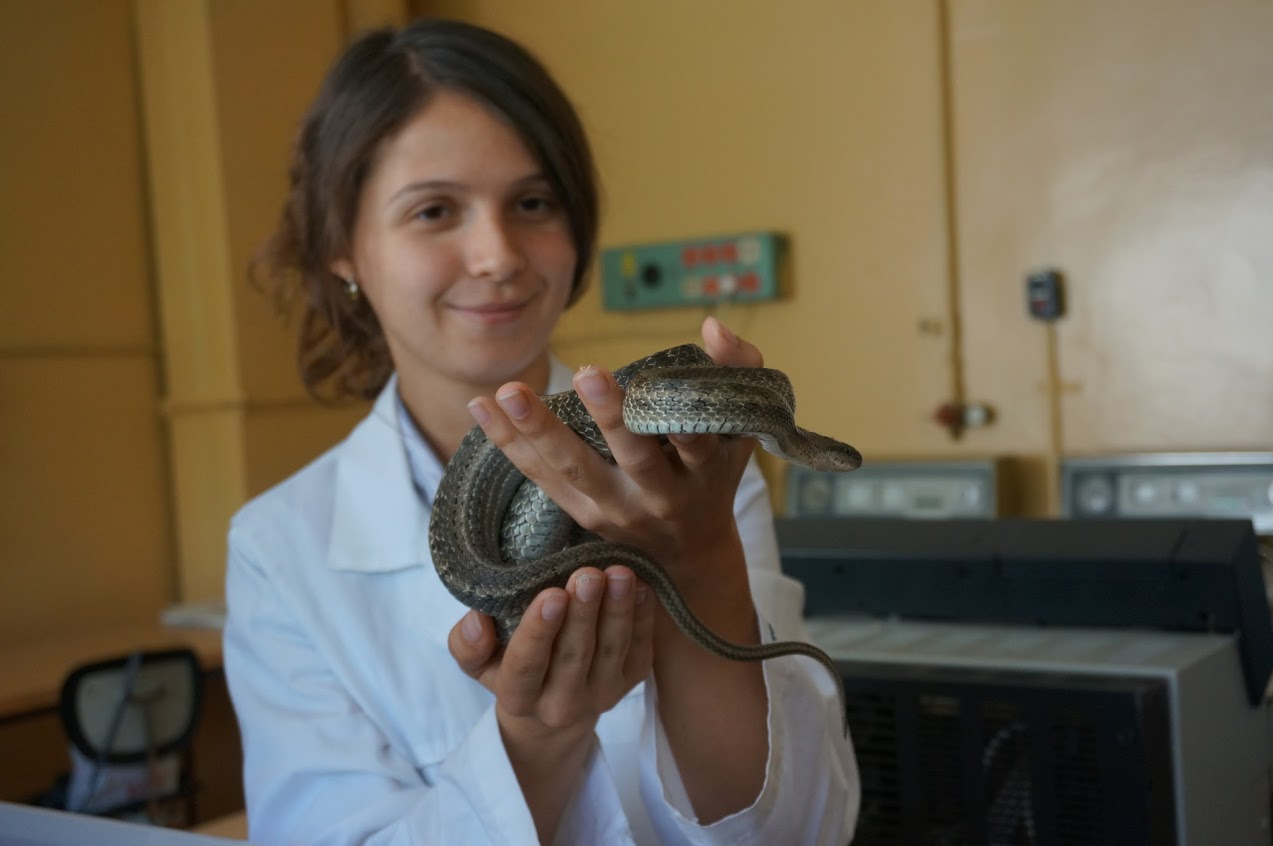